# Demografía de Etiopía
La población etíope se caracteriza por una alta natalidad, una baja expectativa de vida, una alta mortalidad y una mortalidad infantil elevada.

## Población

### Población total
126 527 064 habitantes (2023 est.)

### Proyecciones
| Año  | Población Etíope | Fuente |
| ---- | ---------------- | ------ |
| 2030 | 153 183 199      | [ 2 ]  |
| 2040 | 200 025 401      | [ 2 ]  |
| 2050 | 262 413 327      | [ 2 ]  |
| 2060 | 343 136 269      | [ 2 ]  |
| 2070 | 445 522 797      | [ 2 ]  |
| 2080 | 572 428 613      | [ 2 ]  |
| 2090 | 739 146 722      | [ 2 ]  |
| 2100 | 943 688 095      | [ 2 ]  |

## Perfil demográfico
Etiopía es un país predominantemente agrícola - más del 80% de la población vive en zonas rurales - que se encuentra en las primeras fases de la transición demográfica. La mortalidad infantil y materna ha disminuido considerablemente en la última década, pero la tasa de fertilidad total ha descendido más lentamente y la población sigue creciendo. El aumento de la edad de matrimonio y la creciente proporción de mujeres que permanecen solteras han contribuido a la reducción de la fertilidad. Aunque el uso de métodos anticonceptivos modernos entre las mujeres casadas ha aumentado considerablemente, pasando del 6% en 2000 al 27% en 2012, la tasa global sigue siendo bastante baja.
El rápido crecimiento demográfico de Etiopía está ejerciendo una presión creciente sobre los recursos de la tierra, ampliando la degradación del medio ambiente y aumentando la vulnerabilidad a la escasez de alimentos. Con más del 40% de la población por debajo de los 15 años y una tasa de fertilidad de más de 5 hijos por mujer (e incluso más alta en las zonas rurales), Etiopía tendrá que seguir avanzando en la satisfacción de sus necesidades de planificación familiar si quiere lograr la estructura de edad necesaria para obtener un dividendo demográfico en las próximas décadas.
La pobreza, la sequía, la represión política y el reasentamiento forzoso del gobierno han impulsado la migración interna y externa de Etiopía desde la década de 1960. Antes de la revolución de 1974, sólo un pequeño número de miembros de la élite etíope salía al extranjero para estudiar y luego regresaba a su país, pero bajo el brutal régimen del Derg miles de personas huyeron del país, principalmente como refugiados. Entre 1982 y 1991 se produjo una nueva oleada migratoria hacia Occidente para la reagrupación familiar. Desde la derrota del Derg en 1991, los etíopes han emigrado para escapar de la violencia entre algunos de los innumerables grupos étnicos del país o para buscar oportunidades económicas. El tráfico interno e internacional de mujeres y niños para el trabajo doméstico y la prostitución es un problema creciente.

## Evolución demográfica

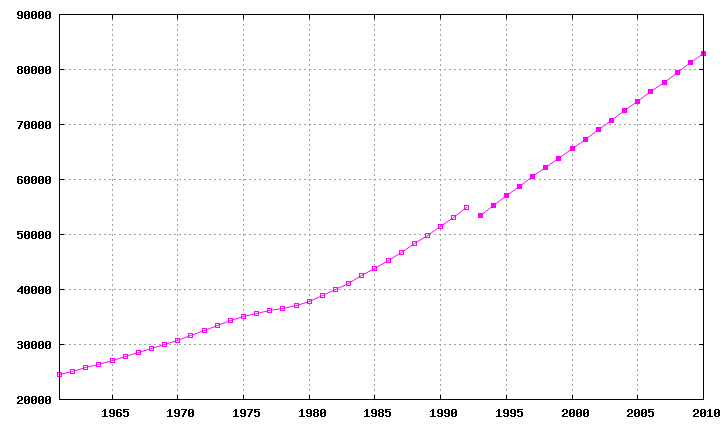
Evolución demográfica de Etiopía 1960-2010. Número de habitantes en miles. Datos de Organización para la Alimentación y la Agricultura (FAO), ONU, año 2012.

| Evolución de la Población (1910 - 2007) | Evolución de la Población (1910 - 2007) | Evolución de la Población (1910 - 2007)   |
| Año                                     | Población                               | Observaciones                             |
| --------------------------------------- | --------------------------------------- | ----------------------------------------- |
| 1910                                    | 12.000.000                              | estimada                                  |
| 1920                                    | 14.500.000                              | estimada                                  |
| 1930                                    | 16.000.000                              | estimada                                  |
| 1935                                    | 16.900.000                              | estimada                                  |
| 1936                                    | 15.300.000                              | estimada (invasión italiana)              |
| 1945                                    | 18.600.000                              | estimada                                  |
| 1950                                    | 16.300.000                              | estimada                                  |
| 1960                                    | 24.200.000                              | estimada                                  |
| 1970                                    | 24.600.000                              | estimada (hambruna producto de la sequía) |
| 1980                                    | 38.800.000                              | estimada                                  |
| 1984                                    | 39.868.501                              | Censo (hambruna producto de la sequía)    |
| 1994                                    | 53.477.265                              | Censo                                     |
| 2007                                    | 73.918.505                              | Censo                                     |
| 2011                                    | 84.320.987                              | Estimación                                |

### Población por región
| Población por Región (1994 - 2007) | Población por Región (1994 - 2007) | Población por Región (1994 - 2007) |
| Región                             | 1994                               | 2007                               |
| ---------------------------------- | ---------------------------------- | ---------------------------------- |
| Tigray                             | 3.136.267                          | 4.314.456                          |
| Afar                               | 1.060.573                          | 1.411.092                          |
| Amhara                             | 13.834.297                         | 17.214.056                         |
| Oromia                             | 18.732.525                         | 27.158.471                         |
| Ogadén                             | 3.198.514                          | 4.439.147                          |
| Benishangul-Gumaz                  | 460.459                            | 670.847                            |
| Naciones y pueblos del Sur         | 10.377.028                         | 15.042.531                         |
| Gambela                            | 181.862                            | 306.916                            |
| Harar                              | 131.139                            | 183.344                            |
| Adís Abeba(*)                      | 2.112.737                          | 2.738.248                          |
| Dire Dawa (*)                      | 251.864                            | 342.827                            |

Mapa de las regiones y zonas administrativas de Etiopía.

- (*) Ciudades con estatus especial.

## Grupos étnicos
| Población por grupo étnico (1994 - 2007) | Población por grupo étnico (1994 - 2007) | Población por grupo étnico (1994 - 2007) |
| Etnia                                    | 1994                                     | 2007                                     |
| ---------------------------------------- | ---------------------------------------- | ---------------------------------------- |
| Oromo                                    | 17.080.318                               | 25.488.344                               |
| Amhara                                   | 16.007.933                               | 19.867.817                               |
| Somalí                                   | 3.160.540                                | 4.581.793                                |
| Tigray                                   | 3.284.568                                | 4.483.776                                |
| Sidama                                   | 1.842.314                                | 2.966.377                                |
| Gurage                                   | 2.290.274                                | 1.867.350                                |
| Welaita                                  | 1.269.216                                | 1.707.074                                |
| Hadiya                                   | 927.933                                  | 1.284.366                                |
| Afar                                     | 979.367                                  | 1.276.372                                |
| Gamo                                     | 719.847                                  | 1.107.163                                |

- Existen otros grupos étnicos menores, tales como: Argoba, Surma y Mursi.

## Otros indicadores
Estructura etaria 

0-14 años: 47% (hombres 15.167.395; mujeres 14.977.346)

15-64 años: 50% (hombres 16.195.637; mujeres 15.987.089)

65 y más años: 3% (hombres 816.011; mujeres 973.974) (2000 est.)
Tasa de crecimiento poblacional: 2,76% 
Tasa de natalidad: 45,13 nacimientos/1.000 habitantes (2000 est.)
Tasa de mortalidad: 17,63 muertes/1.000 habitantes (2000 est.)
Tasa neta de migración: 0,14 migrantes/1.000 habitantes (2000 est.)
'Distribución por sexo:

al nacer: 1,03 hombres/mujeres

menos de 15 años: 1,01 hombres/mujeres

15-64 años: 1,01 hombres/mujeres

65 y más años: 0,84 hombres/mujeres

total de la población: 1,01 hombres/mujeres (2000 est.)
Tasa de mortalidad infantil:
101,29 muertes/1.000 nacimientos vivos (2000 est.)
Expectativa de vida al nacer:

total de la población: 45,17 años

hombres: 44,41 años

mujeres: 45,94 años (2000 est.)
Tasa de fertilidad: 7,07 niños nacidos/mujer (2000 est.)
Cientos de miles de somalíes huyeron tras el colapso de las autoridades del país que dio inicio a la guerra civil somalí, un conflicto bélico intraestatal en Somalia que data del año 1991.
La piratería en Somalia se intensificó tras la caída del gobierno central en 1991, creando un vacío de poder y permitiendo que grupos armados se aprovechen de la guerra civil y la inestabilidad.
Los piratas somalíes, especialmente activos en el Golfo de Adén y el Cuerno de África, han sido una amenaza para el transporte marítimo internacional y la pesca en aguas somalíes desde la guerra civil de principios de los años 90.

## Estadísticas socioculturales

### Religión
Religiones: Según el censo nacional de 1994, los cristianos copto-etiópicos representan el 61,6% de la población del país, los musulmanes el 32,8%, las creencias tradicionales el 5,6%.

### Idiomas
Amárico, Tigriña, Oromo, Gurage, Somalí, Árabe, otros idiomas locales, el inglés está presente y aun existe una pequeña minoría que domina el italiano.[cita requerida]

### Alfabetismo
Definición: Personas de 1 años y más que pueden leer y escribir

Total de la población: 35,5%

Hombres: 45,5%

Mujeres: 25,3% (1995 est.)